# ミナ語
ミナ語（ミナご、英語: Minaic, Minaean）またはマザーブ語（Madhābic）は、古代南アラビア語のひとつで、現在のイエメン北部にあったミナ王国で使われていた言語。紀元前8世紀から紀元前2世紀までの資料が残る。

## 概要
ミナ語は、サバ語・カタバン語・ハドラマウト語とならぶ、古代南アラビア語を構成する4つの言語のひとつで、その首都のマイーンだけでなく、現在のマーリブの北西にあたるワーディー・マザーブに沿った広い地域で使われた。
サバ語とならんで最も古い紀元前8世紀の資料を持つが、この時代の資料の数は少ない。
南アラビアではサバ王国が栄えたが、紀元前1千年紀後半にその支配が衰えると、各地方の言語であるミナ語・カタバン語・ハドラマウト語による碑文が増加する。
ミナ語は地中海の香料貿易の言語として使われ、資料はディダーン（現在のサウジアラビアのアル・ウラー）全域、さらにエジプトやデロス島からも発見されている。
紀元前2世紀後半のミナ王国の滅亡とともにミナ語の資料は見られなくなる。

## 特徴
古代南アラビア語は言語的に互いに近いが、ミナ語の固有の特徴として以下のものがあげられる。
- 外国語を表記するときに s の音が ṯ と綴られる[7]
- 綴りの上で、しばしば語源的に説明のつかない h が挿入される[8]。この h は名詞の連語形の語尾としても用いられる[9][10]。
- サバ語で h を持つ代名詞（例：三人称男性単数 -hw）や使役語幹（hf`l）は、ミナ語では h でなく s1 が現れる（カタバン語・ハドラマウト語も同様）[10]
- 動詞語幹に第2子音を重ねた形が見られる[11][12]
- 前置詞の k- が与格を表す。また k- の前に s2 が置かれることがある[13]
- 否定辞に lhm を使用する（サバ語では 'l）[13]